# .bj
.bj는 베냉의 인터넷 국가 코드 최상위 도메인이다. 이 도메인은 베냉 우편 전자 통신 사무국에 의해 관리된다. ".bj" 영역은 공용 도메인(.bj, .gouv.bj, mil.bj, .edu .bj, .gov .bj, .asso.bj, 등)과 여러 분야(.barreau.bj, .com.bj 등)로 분리할 수 있다.
도메인 이름은 프랑스어 알파벳 A부터 Z까지 이루어지며 0에서 9의 숫자와 "-" 문자를 허용한다. 또한 255자 이상의 문자열을 허용하지 않는다.

## 같이 보기
- 다호메이 공화국